# Diego Fabbri

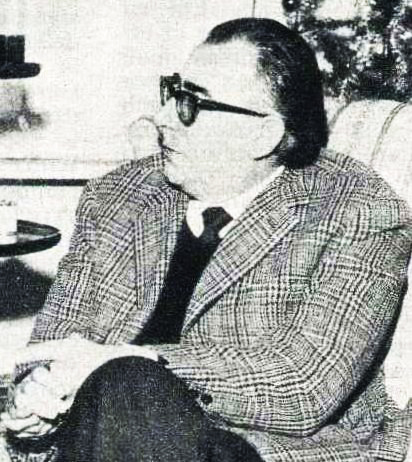
Diego Fabbri (1964)

Diego Fabbri (* 2. Juli 1911 in Forlì; † 14. August 1980 in Riccione) war ein italienischer Dramatiker und Drehbuchautor, dessen Werke hauptsächlich christliche Themen bearbeiten.

## Leben
Fabbri studierte Wirtschaftswissenschaften an der Universität Bologna. Von 1940 bis 1950 war er Direktor des Katholischen Zentrums für Cinematographie. Ab 1968 war er Direktor der italienischen Theaterbehörde ETI. Er schrieb Drehbücher für circa 50 Filme. 1962 war sein Drehbuch für Der falsche General auf der Oscarverleihung für das beste Drehbuch vorgeschlagen. 1977 erhielt er einen Antonio-Feltrinelli-Preis. Posthum wurde Fabbri durch die Benennung eines Theaters in seiner Geburtsstadt Forlì und eines Zentrums an der Universität Bologna geehrt.

## Werke
Dramen
- Inquisition (Inquisizione, 1950)
- Der Verführer (Il seduttore, 1951)
- Prozess Jesu (Processo a Gesù, 1955)
- La bugiarda (1956)
- Il vizio assurdo (1974)
- Al Dio ignoto (1980)

## Filmografie

### Drehbuch
- 1952: Die von der „Liebe“ leben (Il mondo le condanna)
- 1952: Europa 51
- 1952: Kinder unserer Zeit (I vinti)
- 1954: Aufstand im Inselparadies (La principessa delle Canarie)
- 1958: Totò und Marcellino (Totò e Marcellino)
- 1959: Der falsche General (Il generale Della Rovere)
- 1960: Viva L’Italia
- 1960: Es war Nacht in Rom (Era notte a Roma)
- 1961: Konstantin der Große (Costantino il grande)
- 1961: Der Bandit von Neapel (I briganti italiani)
- 1961: Der furchtlose Rebell (Vanina Vanini)
- 1961: Die korsischen Brüder (I fratelli corsi)
- 1962: Tempo di Roma
- 1962: Der Graf mit der eisernen Faust (I misteri di Parigi)
- 1962: Papst Johannes und das Konzil (Concilio ecumenico vaticano II) (Dokumentarfilm)
- 1963: Die Bienenkönigin (Una storia moderna – l’ape regina)
- 1964: Cocü (Il magnifico cornutto)
- 1974: Die Reise nach Palermo (Il viaggio)

### Literarische Vorlage
- 1981: Aus einem fernen Land (Da un paese lontano)